# Medeea (Euripide)
Medeea (în greacă veche Μήδεια, transliterat: Mēdeia) este o piesă de teatru a dramaturgului Euripide. Se bazează pe mitul lui Iason și Medeea și a fost pusă pe scenă pentru prima dată în 431 î.Hr. la festivalul Dionysia din Atena, ca parte a unei trilogii; celelalte două piese nu au supraviețuit. Complotul se concentrează pe acțiunile Medeei, o fostă prințesă a regatului Colchida și soția lui Iason; poziția sa în lumea greacă este amenințată când Jason o părăsește pentru o prințesă greacă din Corint. Medeea se răzbună pe Iason ucigându-i noua soție și propriii ei doi fii, după care fuge la Atena pentru a începe o nouă viață.
Piesa lui Euripide a fost examinată și interpretată de dramaturgi din toată lumea, de-a lungul secolelor, într-o varietate de moduri, aceștia au scris lecturi politice, psihanalitice, feministe și multe alte lecturi originale despre Medeea, Iason și temele de bază ale piesei.
Piesa a primit cele mai multe Premii Tony pentru interpretarea aceluiași personaj principal feminin: Judith Anderson câștigând premiul în 1948, Zoe Caldwell în 1982 și Diana Rigg în 1994.